# Radical Jewish Culture
Radical Jewish Culture (RJC; dt. Radikale jüdische Kultur) ist eine musikalisch-kulturelle Bewegung, die der sog. New Yorker Downtown-Szene der 90er Jahre entspringt. Protagonist der Bewegung ist der jüdisch-amerikanische Avantgardemusiker John Zorn. Außerdem ist Radical Jewish Culture der Name einer Reihe des Musiklabels Tzadik.

## Geschichte
Bereits vor Beginn der RJC-Bewegung setzten sich einzelne Musiker der Downtown-Szene mit der jüdischen Tradition auseinander, dokumentiert u. a. in der Jewish Alternative Movement-Reihe von Knitting Factory Records. Des Weiteren kam es zu gelegentlichem Austausch mit Vertretern des Klezmer Revival bzw. Neo-Klezmer, insb. Don Byron, David Krakauer und Mark Feldman.
Als Auslöser bzw. Katalysator der RJC-Bewegung gilt das Festival for Radical New Jewish Culture, das von John Zorn organisiert wurde und eigentlich ein zweitägiger Teil des Art Projekt Festivals in München im September 1992 war. An dem Teilfestival nahmen viele New Yorker Musiker teil, von denen die meisten bis dahin nicht ihre jüdische Herkunft in den Vordergrund gestellt hatten, darunter Lou Reed, Tim Berne, John Lurie, Zeena Parkins sowie die bereits vorher als explizit jüdisch in Erscheinung getretenen Ben Goldberg, Gary Lucas, Marc Ribot, Anthony Coleman, Elliott Sharp, Roy Nathanson, Shelley Hirsch, Richard Teitelbaum oder Alvin Curran. Der musikalische Teil wurde auch von Filmvorführungen (u. a. von David Cronenberg) und Diskussionen begleitet. Das Festival wurde von der Veröffentlichung eines Radical-Jewish-Culture-Manifests begleitet, das von Zorn und Ribot verfasst wurde. Zorn sagte später:

„Ich weiß nicht, warum es so ist, aber plötzlich war es eine sonderbare Art von Eingebung. Auf einmal merkte ich, dass die meisten Musiker, mit denen ich eng verbunden war, jüdisch waren(…). Das begann mich zu interessieren. Und ich weiß immer noch nicht, ob ich eine Antwort darauf habe.“

Eine zentrale Bedeutung für die Radical Jewish Culture hatte die Uraufführung von Zorns Komposition Kristallnacht, deren Titel sich auf die häufig genauso bezeichneten Novemberpogrome von 1938 bezieht.
In den darauffolgenden Jahren wurden weitere Festivals der RJC organisiert, vor allem in New York. Des Weiteren wurden der RJC-Idee nahe Musikalben im Rahmen einer gleichnamigen Reihe von Zorns Tzadik-Label herausgegeben. Die Musik der Reihe verbindet sehr verschiedene Musikgenres, wie z. B. Klezmer, Free Jazz, Rockmusik, Blues, Punk, experimentelle Musik und Improvisation. Auch sind die beteiligten Musiker nicht notwendigerweise Juden. Eine weitere bedeutende Entwicklung im Kontext von RJC ist das langjährige Masada-Projekt von Zorn.
Zu den wichtigsten und bekanntesten Vertretern der Radical Jewish Culture gehören außer Zorn Anthony Coleman, Sharon Topper und Craig Flanagin von der Band G–d Is My Co-Pilot, Marc Ribot, Shelley Hirsch, David Krakauer und Frank London.

## Wesen
Das Ziel der Bewegung ist die Suche nach der Antwort auf die Frage, was die moderne jüdische Kultur, insbesondere Musik, ausmacht, sowie die Prägung ihrer Entwicklung. Als Leitmotiv der Radical Jewish Culture gilt ein Zitat des jüdischen Religionshistorikers Gershom Scholem:

„Es gibt ein Leben der Tradition, in dem es nicht allein um konservatives Bewahren geht, um die konstante Fortführung der spirituellen und kulturellen Güter einer Gemeinschaft. Es gibt auch so etwas wie eine Schatzsuche in der Tradition, die eine lebendige Beziehung zur Tradition herstellt und der vieles von dem verpflichtet ist, was im gegenwärtigen jüdischen Bewusstsein am besten ist - selbst wenn es außerhalb des orthodoxen Rahmens ausgedrückt wurde und ausgedrückt wird.“

Zorns Konzept der Radical Jewish Culture wurde aufgrund seiner Radikalität und Ausschließlichkeit von einigen jüdischen Musikern und Künstlern abgelehnt. Es sei nur eine Marketingphrase zur Ankurbelung der Plattenverkäufe. Adam Shatz meinte in der New York Times, dass Zorn eine rassistische Definition jüdischer Musik verwende, Juden in die Rolle des permanent verfolgten Außenseiters bzw. Parias dränge und sie damit vom Rest der Gesellschaft separiere, was sein musikalisches Werk, das Shatz als „radikalen Kitsch“ bezeichnete, überschatte.
Obwohl es Verbindungen zum Klezmer Revival gibt, auch personell (Don Byron, Mark Feldman, Frank London), lehnen viele Protagonisten der RJC es ab, Klezmer als Basis der „radikalen neuen jüdischen Musik“ zu verstehen. So sind Klezmer-Elemente in vielen Veröffentlichungen aus dem RJC-Umfeld eher schwach vertreten und oft nur angedeutet.
Als wichtige außermusikalische Einflüsse nennen RJC-Beteiligte u. a. die Beat Generation sowie jüdische Denker wie Hannah Arendt, Walter Benjamin, Paul Celan, Heinrich Heine und Jacques Derrida.